# Дренов дол
Дренов дол е язовир в Западна България.
Разположен е в област Кюстендил, на около километър северно от град Кюстендил. Използва се за риболов – приютява бял толстолоб, бял амур, каракуда, костур, кефал, сом, шаран, черна мряна, кротушка, лин, слънчева риба, уклейка, червеноперка. През 2014 г. е зарибен с 20 000 шарана и бял амур.